# Прибірський заказник
Прибі́рський зака́зник — ландшафтний заказник місцевого значення в Україні. Розташований на території Іванківської селищної громади Вишгородського району Київської області, біля села Прибірськ.
Площа 250,5 га. Статус присвоєно згідно з рішенням облради від 25.07.2019 року № 600-29-VII. Перебуває у віданні: Прибірська сільська рада.
Статус присвоєно для збереження лучно-болотного природного комплексу на лівобережній заплаві річки Тетерів.